# Vercurago
Vercurago là một đô thị trong tỉnh Lecco, trong vùng Lombardia của Ý, cự ly khoảng 45 km về phía đông bắc của Milan và khoảng 4 km về phía đông nam của Lecco. Tại thời điểm ngày 31 tháng 12 năm 2004, đô thị này có dân số 2.822 người và diện tích là 2,1 km².
Vercurago giáp các đô thị: Calolziocorte, Erve, Garlate, Lecco, Olginate.